# Declaração de nulidade
Na Igreja Católica, uma declaração de nulidade, comumente chamada de anulação e menos comumente um decreto de nulidade, e por seus detratores, um "divórcio católico", é uma determinação do tribunal eclesiástico e julgamento de que um casamento foi contraído de forma inválida ou, menos frequentemente, um julgamento de que a ordenação foi conferida de forma inválida.
Um julgamento de nulidade matrimonial, regido pelo direito canônico, é um processo judicial pelo qual um tribunal canônico determina se o casamento foi nulo em seu início ( ab initio ). Uma "Declaração de Nulidade" não é a dissolução de um casamento existente (como é uma dispensa de um casamento ratum sed non consummatum e uma "anulação" no direito civil), mas sim uma determinação de que o consentimento nunca foi validamente trocado devido a uma falha para cumprir os requisitos para entrar validamente em matrimônio e, portanto, um casamento nunca existiu.
A Igreja Católica ensina que, em um casamento verdadeiro, um homem e uma mulher se tornam "uma só carne" diante dos olhos de Deus. Vários impedimentos podem tornar uma pessoa incapaz de contrair validamente um casamento. Além dos impedimentos, o consentimento matrimonial pode ser anulado por fatores invalidantes, como simulação ou dolo, ou por incapacidade psicológica.
Por esta razão (entre outras) a Igreja, após exame da situação pelo tribunal eclesiástico competente, pode declarar a nulidade do matrimônio, ou seja, que o matrimônio nunca existiu. Neste caso, os contraentes são livres para se casarem, desde que sejam cumpridas as obrigações naturais de uma união anterior.

—  Catecismo da Igreja Católica (CIC 1629)
Em 2015, o processo de declaração de nulidade matrimonial foi alterado pelas reformas do julgamento de nulidade matrimonial do Papa Francisco, as mais amplas reformas da lei de nulidade matrimonial em 300 anos. Antes das reformas, uma declaração de nulidade só poderia ser efetiva se tivesse sido declarada por dois tribunais de diferentes níveis de jurisdição. Se os tribunais inferiores (Primeira e Segunda Instância) não estivessem de acordo, o processo ia automaticamente para a Rota Romana para decisão final de uma forma ou de outra.

## Motivos da nulidade
Certas condições são necessárias para que o contrato de casamento seja válido no direito canônico. De acordo com . De acordo com Mt 19 ,5-6 e 1Cor 7, 10-11, a Igreja não pode separar o que foi unido por Deus, mas com a sua ajuda pode determinar que o matrimônio é nulo desde o momento da sua celebração. A falta de qualquer destas condições torna o casamento inválido e constitui fundamento legal para a declaração de nulidade. Assim, além da questão dos impedimentos de diriment, tratada a seguir, há uma classificação quádrupla dos defeitos contratuais: defeito de forma, defeito de contrato, defeito de vontade, defeito de capacidade. Para a anulação, é necessária a prova da existência de um desses defeitos, uma vez que o direito canônico presume que todos os casamentos são válidos até prova em contrário.
- Defeito de forma: Se a cerimônia de casamento for inválida (por exemplo, duas pessoas católicas se casando fora da Igreja Católica)
- Defeito de contrato: Se não foi um casamento que foi contraído, como se houvesse um defeito de intenção de ambos os lados. Isso pode ocorrer se uma das partes não tiver a intenção de entrar em uma união vitalícia exclusiva, aberta à reprodução. No entendimento da Igreja, o contrato de casamento só pode ser entre uma mulher e um homem.
- Defeito de vontade: Por "incapacidade mental, ignorância, erro sobre a pessoa, erro sobre casamento, fraude, conhecimento de nulidade, simulação, consentimento condicionado, força ou temor grave".[9]
- Defeito de capacidade: Se uma das partes for casada com outra e, portanto, incapaz de celebrar o contrato. Além disso, certas relações de sangue tornam as partes incapazes de celebrar o contrato.

### Falta de forma canônica
Os membros da Igreja Católica são obrigados a se casar na frente de um padre (ou diácono), e normalmente com pelo menos uma outra testemunha, que pode ser um leigo. O sacerdote ou diácono não é o ministro do sacramento; o marido e a mulher são os ministros por troca de votos, embora o clérigo preside a troca de votos e qualquer Missa ou celebração litúrgica nupcial (CIC 1630). Se uma das partes for católica, mas houver uma razão séria para que o casamento seja celebrado diante de um funcionário público ou de um ministro não católico, pode ser concedida uma dispensa. Se nenhuma dispensa foi concedida e o casal não observou esta lei, o casamento é considerado inválido. Como a nulidade do casamento é clara pelas circunstâncias, não há necessidade de um processo canônico para emitir uma declaração de nulidade. A correção desta nulidade exige que o casal troque seu consentimento de acordo com a forma canônica (comumente chamada de “convalidação”).

### Impedimentos
Se uma das partes foi proibida de casar por impedimento diriment (do latim "interromper"), o casamento é inválido. Como esses impedimentos podem não ser conhecidos, o casamento é chamado de casamento putativo se pelo menos uma das partes se casou de boa fé.
Os impedimentos de Diriment incluem:
- Uma ou ambas as partes estão abaixo da idade mínima absoluta de 16 anos para homens e 14 para mulheres [10]
- Impotência antecedente e perpétua (não confundir com esterilidade) [11]
- Ligamen, ou já estar casado [12]
- A situação em que uma das partes é católica e a outra não foi batizada (a menos que seja concedida uma dispensa) [13]
- O homem foi ordenado às ordens sagradas [14]
- Qualquer uma das partes fez um voto perpétuo público de castidade em um instituto religioso [15]
- O rapto com intenção de casamento (conhecido como raptus), é um impedimento enquanto a pessoa permanecer em poder do sequestrador [16]
- Impedimento do Crime, provocando a morte do cônjuge, ou do cônjuge de outro, com intenção de casamento [17]
- Consanguinidade, ou parentesco próximo pelo sangue, mesmo que o relacionamento seja apenas por lei [18]
- Afinidade ou relacionamento próximo por casamento [19]

Algumas dessas leis podem ser relaxadas por uma dispensa antes da cerimônia. Por exemplo, Catarina de Aragão e Henrique VIII da Inglaterra receberam uma dispensa do impedimento de afinidade (Catarina já havia sido casada com o irmão de Henrique, Arthur, que morreu). Mais tarde, Henrique baseou seu pedido de anulação de Catarina (que em grande parte levou à reforma da Igreja da Inglaterra) alegando que a dispensa foi dada indevidamente, pois seu pai, Henrique VII, pressionou o arcebispo de Canterbury a conceder a dispensa.
A correcção desta nulidade depois do casamento exige primeiro que o impedimento tenha cessado ou tenha sido dispensado, podendo depois proceder-se a uma "convalidação" ou conceder-se uma sanatio in radice para tornar o casamento válido.

### Fundamentos de nulidade
Um casamento pode ser declarado inválido porque pelo menos uma das duas partes não era livre para consentir no casamento ou não se comprometeu totalmente com o casamento.
Os motivos de nulidade incluem:
- Simulação de consentimento; ou seja, a exclusão consciente e positiva por consentimento de um ou de ambos os contraentes de um ou de todos os bens essenciais ou "bens" do casamento: a) exclusividade da relação conjugal; b) a permanência do vínculo conjugal; c) abertura à prole como fruto natural do matrimônio (cânon 1101§2)
- Engano deliberado sobre alguma qualidade pessoal que pode perturbar objetiva e gravemente a vida conjugal (cânon 1098)
- Consentimento condicional, se a condição no momento do casamento diz respeito ao futuro, ou se diz respeito ao passado ou presente e não é realmente cumprida (cânon 1102 [20] )
- Força ou medo grave imposto a uma pessoa para obter seu consentimento (cânon 1103)
- A grave falta de discricionariedade de julgamento por consentimento sobre os direitos e deveres matrimoniais essenciais a serem mutuamente entregues e aceitos (cânon 1095 n.2)
- Incapacidade psíquica no consentimento para assumir as obrigações essenciais do casamento (cânon 1095 n.3).

De acordo com o cânon 1095, um casamento só pode ser declarado nulo quando o consentimento foi dado na presença de alguma grave falta de julgamento discricionário sobre os direitos e obrigações essenciais do casamento, ou de alguma incapacidade real para assumir essas obrigações essenciais. O Papa Bento XVI em seu discurso à Rota Romana em 2009, ecoando as palavras de seu antecessor João Paulo II, criticou "a multiplicação exagerada e quase automática das declarações de nulidade do casamento nos casos de fracasso do casamento sob o pretexto de alguma imaturidade ou debilidade psíquica por parte das partes contratantes". Apelando para "a reafirmação da capacidade humana inata para o matrimônio", ele insistiu na observação feita em 1987 por João Paulo II de que "só a incapacidade e não a dificuldade em dar o consentimento invalida um casamento".
São Tomás de Aquino afirmou o propósito unitivo e procriador da união conjugal. O Papa Paulo VI afirmou que os dois propósitos estão ligados dentro de uma “conexão inseparável” que é uma analogia com a união humana de um único corpo e uma única alma. A finalidade unitiva e procriadora é negada também nos casos de aborto e também de estupro. Atos 27,23 menciona uma ligação entre as criaturas humanas de Deus e seu anjo da guarda, que é feito de puro espírito sem matéria.

## Processar
Os casamentos declarados nulos pela Igreja Católica são considerados nulos ab initio, o que significa que o casamento era inválido desde o início. Alguns temem que seus filhos sejam considerados ilegítimos se obtiverem uma anulação. No entanto, o cânon 1137 do Código de Direito Canônico de 1983 afirma especificamente a legitimidade dos filhos nascidos em casamentos válidos e putativos (objetivamente inválidos, embora pelo menos uma parte tenha celebrado de boa fé). Os críticos apontam para isso como evidência adicional de que uma anulação católica é semelhante ao divórcio; embora as leis civis considerem legítimos os filhos de todos os casamentos.
No entanto, existem algumas diferenças significativas entre divórcio e anulação. O divórcio diz respeito apenas aos efeitos jurídicos do casamento. A anulação, no entanto, também se preocupa com a realidade de se um casamento verdadeiro foi ou não formado. Isso leva à segunda diferença. Pelo menos na maioria dos países, o divórcio é sempre possível. No entanto, nem todos os pedidos de nulidade do casamento são concedidos.
Uma anulação da Igreja Católica é independente de obter uma anulação civil (ou, em alguns casos, um divórcio). Embora, antes de iniciar um processo de anulação perante um tribunal eclesiástico, deve ficar claro que o casamento não pode ser reconstruído. Alguns países, como a Itália, permitem que o processo de anulação substitua o ato civil de divórcio. Em muitas jurisdições, alguns dos fundamentos que a Igreja Católica reconhece como suficientes para a anulação não são considerados fundamentos para uma anulação civil. Nesses casos, muitas vezes o casal precisará ser divorciado pelas autoridades civis para poder se casar novamente na jurisdição. Uma vez que a Igreja anule um casamento, geralmente prefere que o casamento seja posteriormente anulado pelos tribunais civis. No entanto, se isso não for viável, o divórcio civil é aceitável.
Se alguém já foi casado anteriormente e o primeiro cônjuge ainda está vivo, ele ou ela deve ter recebido uma declaração de nulidade antes de se casar na Igreja Católica, mesmo que nenhuma das partes do casamento seja católica ( privilégio de fé sendo casos separados ). A Igreja Católica trata como indissolúvel e válido todo casamento quando é o primeiro casamento para ambas as partes. No entanto, a Igreja não reconhece como válido um casamento quando uma das partes é católica, mas o casamento não foi celebrado antes de um padre católico (a menos que uma dispensa tenha sido obtida primeiro).
O direito canônico presume que todos os casamentos são válidos até prova em contrário. Os anulados que pretendam utilizar o direito canónico para defender o seu casamento contra as declarações de nulidade têm direito a que os assista por um advogado competente. Um advogado é como um advogado. Os respondentes têm o direito de ler a petição (chamada libellus, que significa "livrinho") do peticionário. A petição deve descrever, de forma geral, os fatos e as provas que o peticionário está usando como fundamento para alegar a nulidade do casamento das partes. É necessário que os juízes dos tribunais estudem a jurisprudência da Rota Romana, pois a rota é responsável por promover a unidade da jurisprudência e, por meio de sentenças próprias, auxiliar os tribunais inferiores (Dignitas Connubii, art. 35, citando Pastor bonus, art. 126). Os réus de anulação podem usar a jurisprudência da Rota Romana para apoiar sua defesa do casamento.
Para obter a declaração de nulidade, as partes devem dirigir-se a um tribunal diocesano católico. A maioria dos pedidos de nulidade que são ouvidos pelo tribunal são concedidos porque uma ou ambas as partes são consideradas como tendo dado consentimento inválido. Para dar o consentimento válido, as partes devem dá-lo livremente. Eles devem ter uma compreensão básica do que estão fazendo e ter pensado e avaliado sua decisão de se casar (1983 CIC, Canon 1095). Devem ser capazes de cumprir as promessas que fazem no dia do casamento; isto é, não padecer de nenhuma enfermidade psíquica (cânon 1095) que os impeça de dar-se em sociedade de toda a vida que tenha por fim o bem dos cônjuges e a procriação e educação dos filhos (cânon 1055). Eles devem ter a intenção das palavras que falam no dia do casamento; isto é, pretendem formar uma parceria permanente e fiel, aberta a atos sexuais que sejam procriativos (cânon 1101). Falhas graves nestas áreas podem permitir um possível pedido de nulidade matrimonial. Existem outras razões que podem justificar uma alegação de consentimento inválido, como um grave erro relativo à pessoa a quem são feitas as promessas de casamento (Cânon 1097), uma das partes sendo seriamente enganada pela outra no momento do casamento (Cânon 1098) ou uma das partes sendo submetida à força ou grave medo sem o qual o casamento não ocorreria (Cânon 1103).
Tribunais da Igreja são tribunais. Como em qualquer tribunal,  a pessoa que apresenta a questão perante os juízes deve provar o seu caso; advogados e Tribunais aconselharão os requerentes sobre como eles podem apresentar as provas necessárias para provar um caso. Uma decisão afirmativa é concedida quando a maioria dos juízes atinge a "certeza moral" de que o peticionário provou seu caso. A certeza moral não pode existir se, objetivamente falando, houver indícios prováveis do contrário em um caso, e ela difere de outro padrão de decisão (ou seja, "além da dúvida razoável").
Aproximadamente 94% das petições apresentadas nos Estados Unidos são concedidas e, embora os Estados Unidos tenham apenas 6% dos católicos do mundo, são responsáveis por 60% das anulações concedidas em todo o mundo, levando Bai MacFarlane a sugerir que a Igreja coopere com o "mal do divórcio sem culpa". O Papa João Paulo II expressou preocupação com a relativa facilidade com que uma anulação pode ser obtida nos Estados Unidos. Os juízes do tribunal têm a tarefa de distinguir as uniões que foram defeituosas desde o início dos casamentos válidos que se desfizeram. 

## Números
Em todo o mundo, os tribunais diocesanos concluíram mais de 49.000 casos de nulidade de casamento em 2006. Nos últimos 30 anos, cerca de 55 a 70% das anulações ocorreram nos Estados Unidos. O crescimento das anulações foi substancial; nos Estados Unidos, 27.000 casamentos foram declarados nulos em 2006, em comparação com 338 em 1968.

## Outras considerações
O Papa João Paulo II e o Papa Bento XVI estavam preocupados com a facilidade com que as anulações estavam sendo concedidas, especialmente quando baseadas em fundamentos mal definidos como "imaturidade ou fraqueza psíquica" ou "imaturidade psíquica", uma expressão de preocupação que o termo "anulação" está sendo considerado sinônimo de "divórcio".
A declaração de nulidade feita pela Igreja Católica é distinta do divórcio civil. O divórcio civil pode servir de prova para o tribunal eclesiástico de que o casamento não pode ser reconstruído. Em alguns países, como a Itália, em que os casamentos da Igreja Católica são automaticamente transcritos para os registros civis, uma declaração de nulidade da Igreja pode receber o exequatur e ser tratada como equivalente a um divórcio civil.

## Visão católica do processo ortodoxo oriental

### Anulações concedidas por tribunais ortodoxos orientais
O Código dos Cânones das Igrejas Orientais (CCEO), o corpo da lei canônica oriental católica para as Igrejas Católicas Orientais, no Cânon 780 segue o ensinamento do Concílio Vaticano II de que os tribunais das Igrejas Ortodoxas Orientais têm um processo de anulação válido para declarar nulo o casamento.  Se um tribunal ortodoxo considerar que o casamento era inválido desde o início, essa decisão seria aceita por um tribunal de casamento na Igreja Católica. 

## Declaração de nulidade da ordenação
O termo "declaração de nulidade" também pode ser aplicado aos casos em que as ordenações são conferidas de forma inválida.